# Isothermes Netz
Isotherme Netze werden benötigt, um in der Geodäsie konforme, orthogonale Abbildungen zu realisieren.
Betrachtet man das Netz der Längen und Breiten auf der Erdkugel und spannt Flächen von z. B. 1° × 1° auf, so sind diese am Äquator noch nahezu quadratisch (rechtwinkelig sind sie immer), je weiter man aber nach Norden kommt, desto mehr wird dieses Flächenstück in West-Ost-Richtung gestaucht. Das ehemalige Quadrat geht in die Form eines Tortenstücks über, obwohl die Fläche immer noch z. B. 1° × 1° groß ist!
In der Geodäsie benötigt man möglichst winkeltreue Abbildungen, die ein orthogonales Netz aufspannen. Am Äquator hat das beschriebene, nahezu quadratische Flächenstück eine Kantenlänge von rund 111 km (= 40000 / 360). Will man die nördliche bzw. südliche Richtung dieser Abbildung längentreu halten, dann muss man die Koordinaten in östlicher und westlicher Richtung jeweils um einen kleinen Faktor erhöhen, je weiter man nach Norden bzw. Süden kommt, denn die ehemaligen Quadrate werden ja immer schmaler. Betrachtet man die Dichte der Längen- und Breitenkreise auf der Kugel, dann kann man sagen, dass diese Dichte der Längenkreise am Nordpol -- verglichen mit dem Äquator -- höher ist, als die der Breitenkreise. Dieser Ausgleichsfaktor wird als Netzdichte {\displaystyle \lambda } bezeichnet. Netze, die nach diesem Vorgehen gebildet werden, nennt man isotherme Netze (derartige Netze spielen auch in der Wärmetheorie eine bedeutende Rolle, daher der Name). Um den komplexen Sachverhalt für die Kugel mathematisch darzustellen, lässt sich schreiben (Rechtswert = y; Hochwert = x):
(1)   {\displaystyle \mathrm {d} s^{2}=\lambda ^{2}\cdot \mathrm {d} y^{2}+\mathrm {d} x^{2}.}
Schreibt man
(2)   {\displaystyle \mathrm {d} s^{2}=\lambda ^{2}({\bar {u}},{\bar {v}})\cdot (\mathrm {d} {\bar {u}}^{2}+\mathrm {d} {\bar {v}}^{2}).}
dann erhält man die Grundvoraussetzung isothermischer Netze. Es gilt:
(3)   {\displaystyle E=G=g_{11}=g_{22}=\lambda ^{2}({\bar {u}},{\bar {v}});\quad F=g_{12}=0.}
Das aus diesen Parametern gebildete Netz ist konform und orthogonal. Dabei stellen die Bezeichnungen {\displaystyle E}, {\displaystyle F} und {\displaystyle G} die klassischen Bezeichnungen der Fundamentalgrößen 1. Ordnung dar, während {\displaystyle g_{11}}, {\displaystyle g_{12}} und {\displaystyle g_{22}} als Komponenten des ersten Fundamentaltensors bezeichnet werden. Dabei ist {\displaystyle E=g_{11}}, {\displaystyle F=g_{12}} und {\displaystyle G=g_{22}}.